# World in Union
World in Union è l'inno ufficiale della Coppa del Mondo di rugby, la più importante competizione rugbistica per nazioni che si tiene ogni quattro anni, introdotto nell'edizione del 1991.
La musica dell'inno è tratta dal quarto movimento de I pianeti di Holst, Jupiter, the Bringer of Jollity.
Il testo è stato scritto nel 1991 dal cantante e compositore Charlie Skarbek su commissione dell'International Rugby Board.

## Dettagli
La prima versione dell'inno, comparsa in occasione del mondiale del 1991, è stata registrata dal soprano neozelandese Kiri Te Kanawa. Il testo originale si propone di indicare i valori e lo spirito del rugby.

## Altre versioni
Nel 1995, per la terza edizione del mondiale di rugby, è stata rilasciata una versione del brano cantata da PJ Powers e Ladysmith Black Mambazo. Nel 1999 Shirley Bassey e Bryn Terfel hanno rilasciato tre versioni del brano in formato CD. Nel 2011, per il mondiale in Nuova Zelanda, è stata una rilasciata una nuova versione cantata da Hayley Westenra. Quattro anni dopo, in occasione dell'ottava edizione del mondiale, Paloma Faith ha rilasciato una cover, poi contestata da diversi ascoltatori, del brano. Per il mondiale in Giappone del 2019 sono state pubblicate due versioni del brano: la prima dalla cantante nipponica Kiyoe Yoshioka mentre l'altra dalla britannica Emeli Sande.